# Lanckorona
Lanckorona est une localité polonaise, siège de la gmina de Lanckorona, située dans le powiat de Wadowice en voïvodie de Petite-Pologne.

## Histoire
C'est le fief d'origine où la famille Lanckoronski avait un château.